# Список министров обороны Украины
Список министров обороны Украины — перечень (список) руководителей (министров обороны) Министерства обороны Украины.
Ниже представлен список лиц назначенных на должность министра обороны Украины с момента её утверждения. 
| Министры обороны Украины | Министры обороны Украины                                                                             | Министры обороны Украины          | Министры обороны Украины | Министры обороны Украины                |
| Фото                     | Имя                                                                                                  | Сроки пребывания в должности      | Звание                   | Президент                               |
| ------------------------ | --- | --------------------------------- | ------------------------ | --------------------------------------- |
|                          | Константин Петрович Морозов (р. 1944)                                                                | 2 сентября 1991 — 4 октября 1993  | генерал-полковник        | Леонид Макарович Кравчук                |
|                          | Иван Васильевич Бижан (исполняющий обязанности) (р. 1941)                                            | 4—8 октября 1993                  | генерал-полковник        | Леонид Макарович Кравчук                |
|                          | Виталий Григорьевич Радецкий (р. 1944)                                                               | 8 октября 1993 — 25 августа 1994  | генерал армии Украины    | Леонид Макарович Кравчук                |
|                          | Валерий Николаевич Шмаров (1945—2018)                                                                | 25 августа 1994 — 8 июля 1996     | —                        | Леонид Данилович Кучма                  |
|                          | Александр Иванович Кузьмук (р. 1954)                                                                 | 11 июля 1996 — 24 октября 2001    | генерал армии Украины    | Леонид Данилович Кучма                  |
|                          | Владимир Петрович Шкидченко (р. 1948)                                                                | 12 ноября 2001 — 25 июня 2003     | генерал армии Украины    | Леонид Данилович Кучма                  |
|                          | Евгений Кириллович Марчук (1941—2021)                                                                | 25 июня 2003 — 23 сентября 2004   | генерал армии Украины    | Леонид Данилович Кучма                  |
|                          | Александр Иванович Кузьмук                                                                           | 24 сентября 2004 — 3 февраля 2005 | генерал армии Украины    | Леонид Данилович Кучма                  |
|                          | Анатолий Степанович Гриценко                                                                         | 4 февраля 2005 — 18 декабря 2007  | полковник                | Виктор Андреевич Ющенко                 |
|                          | Юрий Иванович Ехануров                                                                               | 18 декабря 2007 — 5 июня 2009     | —                        | Виктор Андреевич Ющенко                 |
|                          | Валерий Владимирович Иващенко (временно исполняющий обязанности)                                     | 5 июня 2009 — 11 марта 2010       | полковник                | Виктор Андреевич Ющенко                 |
|                          | Михаил Брониславович Ежель                                                                           | 11 марта 2010 — 8 февраля 2012    | адмирал                  | Виктор Фёдорович Янукович               |
|                          | Дмитрий Альбертович Саламатин                                                                        | 8 февраля — 24 декабря 2012       | —                        | Виктор Фёдорович Янукович               |
|                          | Павел Валентинович Лебедев                                                                           | 24 декабря 2012 — 22 февраля 2014 | капитан запаса           | Виктор Фёдорович Янукович               |
|                          | Владимир Михайлович Замана (уполномоченный Верховной Рады по контролю за деятельностью министерства) | 22—27 февраля 2014                | генерал-полковник        | Александр Валентинович Турчинов (и. о.) |
|                          | Игорь Иосифович Тенюх (исполняющий обязанности)                                                      | 27 февраля — 25 марта 2014        | адмирал                  | Александр Валентинович Турчинов (и. о.) |
|                          | Михаил Владимирович Коваль (исполняющий обязанности)                                                 | 25 марта — 3 июля 2014            | генерал-полковник        | Александр Валентинович Турчинов (и. о.) |
|                          | Валерий Викторович Гелетей                                                                           | 3 июля — 14 октября 2014          | генерал-полковник        | Пётр Алексеевич Порошенко               |
|                          | Степан Тимофеевич Полторак                                                                           | 14 октября 2014 — 29 августа 2019 | генерал армии Украины    | Пётр Алексеевич Порошенко               |
|                          | Андрей Павлович Загороднюк                                                                           | 29 августа 2019 — 4 марта 2020    | —                        | Владимир Александрович Зеленский        |
|                          | Андрей Васильевич Таран                                                                              | 4 марта 2020 — 3 ноября 2021      | генерал-лейтенант        | Владимир Александрович Зеленский        |
|                          | Алексей Юрьевич Резников                                                                             | 4 ноября 2021 — 5 сентября 2023   | —                        | Владимир Александрович Зеленский        |
|                          | Рустем Энверович Умеров                                                                              | 6 сентября 2023 — 17 июля 2025    | —                        | Владимир Александрович Зеленский        |
|                          | Денис Анатольевич Шмыгаль                                                                            | с 17 июля 2025                    | —                        | Владимир Александрович Зеленский        |